# مارخا (لنا)
مارخا (روسی: Марха) یک رودخانه در استان یاقوتستان کشور روسیه است.